# Saint-Germain-sur-Rhône
Saint-Germain-sur-Rhône är en kommun i departementet Haute-Savoie i regionen Auvergne-Rhône-Alpes i sydöstra Frankrike. Kommunen ligger i kantonen Seyssel som tillhör arrondissementet Saint-Julien-en-Genevois. År 2022 hade Saint-Germain-sur-Rhône 644 invånare.

## Befolkningsutveckling
Antalet invånare i kommunen Saint-Germain-sur-Rhône
| Referens: INSEE |